# American Megatrends
American Megatrends Inc. (AMI) es una empresa estadounidense de hardware y software que se especializa en hardware y firmware de PC. La empresa fue fundada en 1985 por Pat Sarma y S. Shankar, quien fue presidente a partir de 2011. Tiene la sede en Georgia, Estados Unidos, cerca de la ciudad de Norcross.
La compañía comenzó como fabricante de placas base, posicionándose en el segmento de gama alta. Su primer cliente fue PC's, conocido más tarde como Dell.
Mientras que el negocio de hardware se trasladó progresivamente a Taiwán basada fabricantes de diseños originales, AMI siguió siendo un desarrollador de firmware BIOS para los principales fabricantes de placas base. La compañía produjo el software del BIOS para las placas base, las placas base de servidor (1992), controladores de almacenamiento (1995) y las tarjetas de administración remota (1998).
En 1996 produjo AMI MegaRAID, una tarjeta controladora de almacenamiento que fue aprobado por los principales fabricantes de equipos originales como HP y Dell. Los activos de la división RAID se vendieron a LSI Logic en 2001.
A partir de 2011 AMI siguió centrándose en el negocio y la tecnología OEM. Su línea de productos incluye AMIBIOS, Aptio (sucesora de AMIBIOS8 basado en la UEFI estándar), software de diagnóstico, firmware de acceso remoto, placas base, SGPIO controladores del panel posterior, el desarrollo de controladores/firmware, procesadores de servicio, sistemas de almacenamiento NAS y SAN para pequeñas y medianas empresas, y soluciones para el sistema operativo Android.

## Productos

### AMIBIOS
AMIBIOS (también AMI BIOS) es el BIOS desarrollado y vendido por American Megatrends. Se utiliza en las placas base realizados por Intel y por otras empresas.

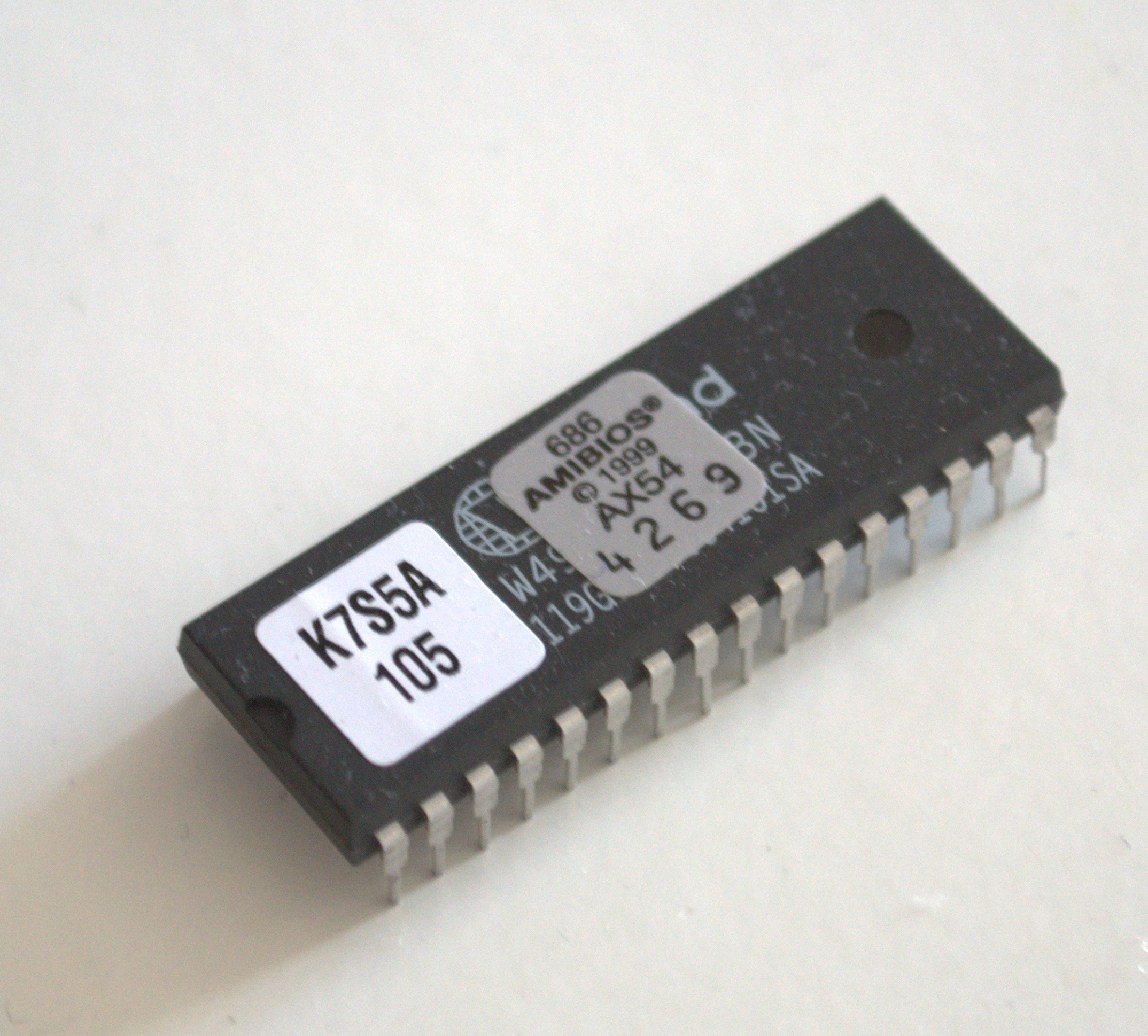
Un AMIBIOS de una placa base ECS K7S5A.
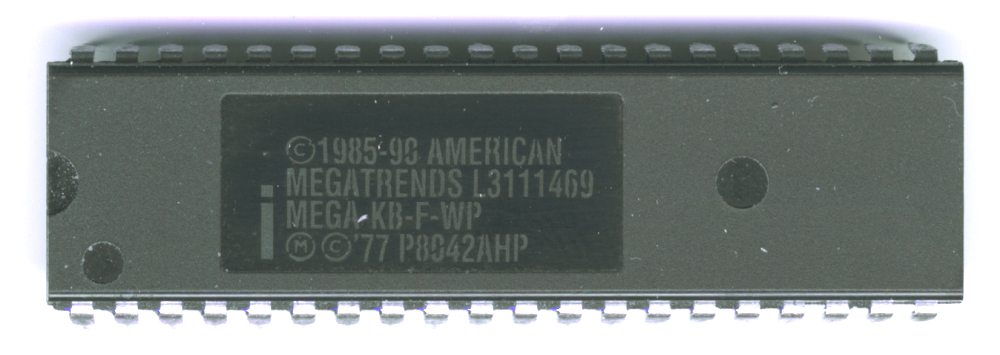
Intel P8042AHP (American Megatrends MEGA KB F WP).)
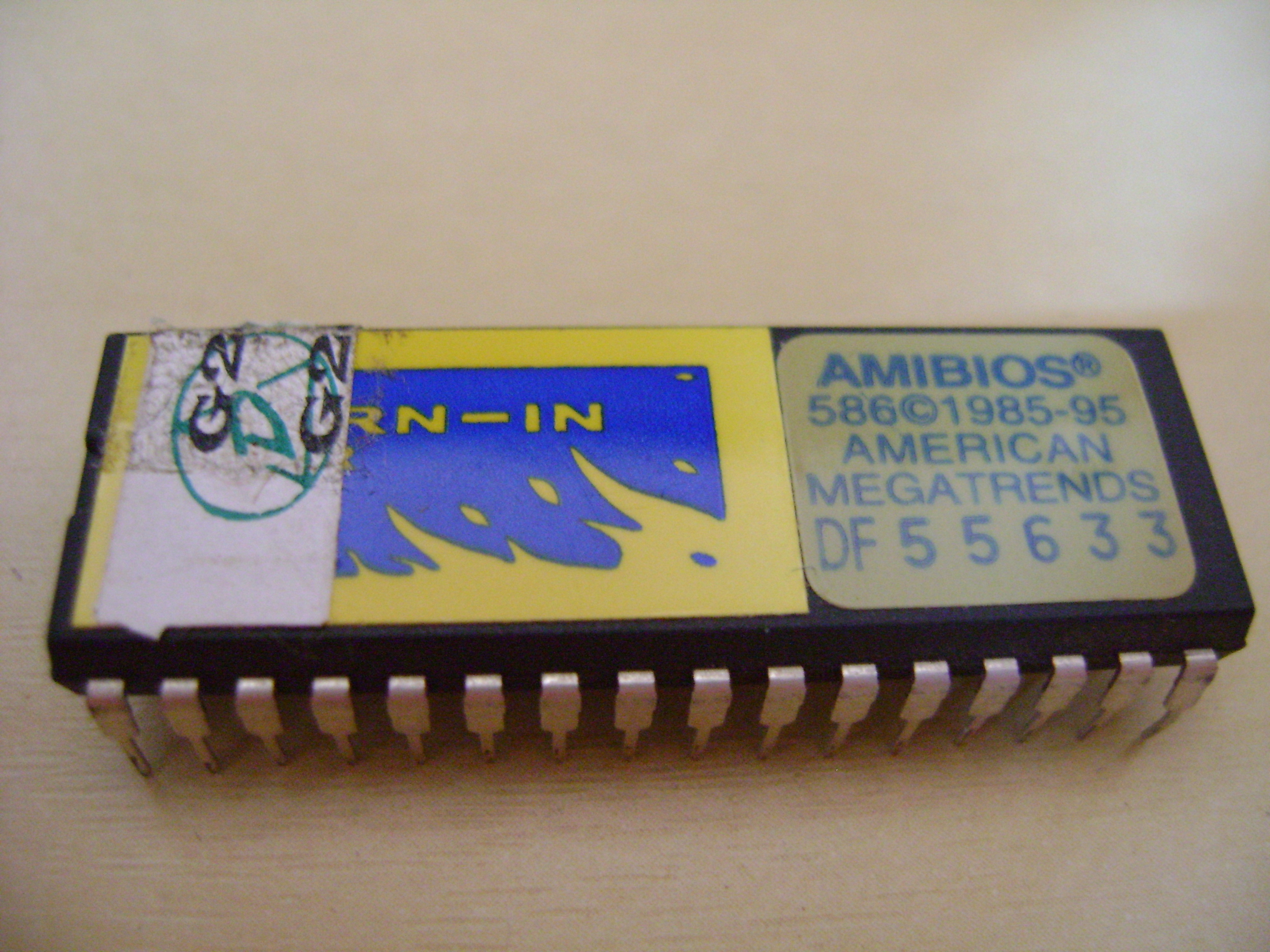
AMIBIOS Pentium MMX
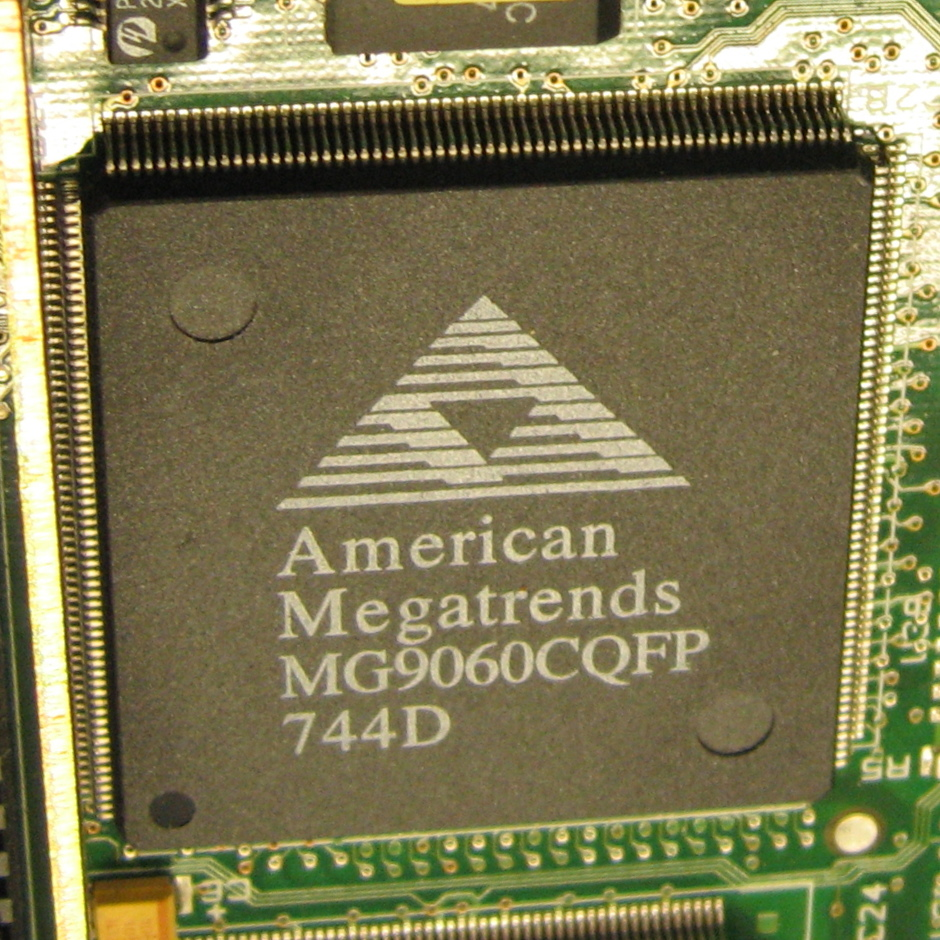
AMI circuito_integrado

### AMIDiag
AMIDiag es una familia de herramientas de diagnóstico de PC vendidos solamente a fabricantes de equipos originales. El AMIDiag suite se introdujo en 1988 y puesto a disposición para MS-DOS, Microsoft Windows y plataformas UEFI. Incluye tanto los programas de diagnóstico de PC de Windows y DOS. Las versiones posteriores de AMIDiag con soporte UEFI, que permite a los diagnósticos que se realizan 
directamente en los componentes de hardware, sin tener que utilizar los controladores de sistema de funcionamiento o instalaciones.

### DuOS-M

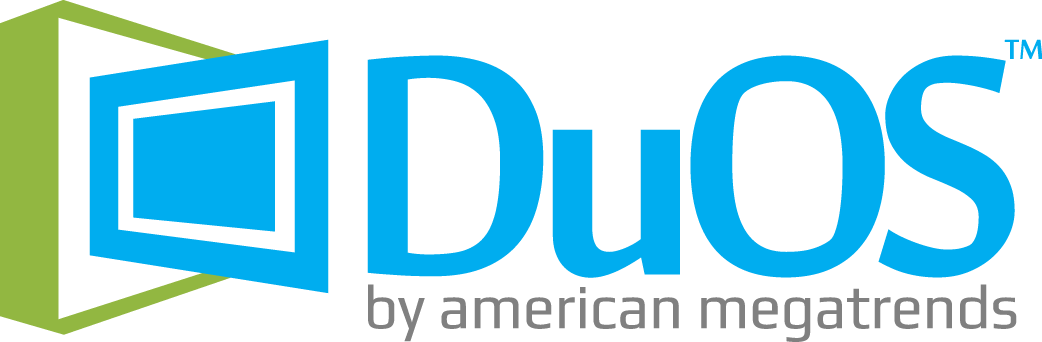
Logotipo de DuOS

DuOS-M es un software comercial desarrollado por American Megatrends para computadoras basadas en Intel x86, utilizando el sistema operativo Microsoft Windows para proporcionar un entorno de “sistema operativo dual” en la que el usuario puede desplegar simultáneamente el sistema operativo Android en conjunto con Microsoft Windows.